# Andrássy-kastély (Letenye)
Letenye főúri kastélyát a Szapáry család építtette valószínűleg 1758–1768 között barokk stílusban, majd 1821–1825 között átépítették klasszicista formában. A kastély 1830 körül házasság révén került az Andrássy család birtokába, innen a ma használatos elnevezése.

## Az épület
A kastély mindössze harmincszobás volt. A főbejárat felett négy pár oszlopon nyugszik a kovácsoltvas korláttal övezett széles erkély. Az erkélyt 8 sima klasszicista oszlop tartja, párosával. Felette egy előreugró timpanon található. 
A kastélyban ritkán tartózkodott a grófi család. A kastély több nagyobb helységből áll. 
Az épület DK-i és DNy-i sarkához négyzetes alaprajzú, földszintes, lapostetős toldalékok csatlakoznak, tetejükön falazott, sarkain vázadíszes mellvédű terasszal. A földszint kéttraktusos, középfolyosós elrendezésű, helyiségei csehsüveg boltozatosak. Az emeleten részben átalakított alaprajzi rendszer, síkmennyezetes terekkel. Az emeletre háromkarú, boltozott főlépcsőház vezet.
A barokk kastélyban freskók voltak, melyeket a 20. században lemázoltak és csak az emeleten találunk néhány díszítő festmény maradványt.
A kastély 1830 körül házasság révén az Andrássy család birtokába került, ekkor alakította át gróf Andrássy Károly országgyűlési követ.
Utolsó lakója Andrássy Imréné (született Stella Kuylenstierna) svéd arisztokrata volt, aki családjával 1944-ben hagyta el a kastélyt a németek és az oroszok benyomulása után. A grófné visszaemlékezésében ezt írta: „Legjobban Letenyén éreztük magunkat... Elbűvölően szép hely, a kis, harmincszobás fehér kastély egy hatalmas parkban állt mindenütt virágok nyíltak.”
A kastély jelenleg[pontosabban?] művelődési házként működik. A földszinten 3 teremből álló múzeum, az emeleten mozi működik. Sajnos a kastély lepusztult állapotát mutatják az omladozó falak és a vízbeázások.

## Kastélypark
Egykor hatalmas méretű parkja ma már mindössze 5,6 hektáron terül el. A park dísze a kb. 150 éves platánfa (törzskerülete 550 cm; koronaátmérője 30 m), amelyet 2010-ben az év fájának választottak meg.  
Itt találjuk még a település 12 szögletű könyvtárát és az 1894-ben felállított Kossuth-emlékszobrot.